# Stenygrocercus
Stenygrocercus là một chi nhện trong họ Dipluridae.